# ۷۰۹ (خورشیدی)
۷۰۹ هفتصد و نهمین سال هجری خورشیدی است.